# Loxophlebia triangulifera
Loxophlebia triangulifera là một loài bướm đêm thuộc phân họ Arctiinae, họ Erebidae.